# Sergueï Sazonov
Pour les articles homonymes, voir Sazonov.
Sergueï Dmitrievitch Sazonov (en russe : Сергей Дмитриевич Сазонов ; 10 août 1860 - entre le 23 et le 25 décembre 1927 à Nice) est un diplomate et un homme politique russe qui est ministre des Affaires étrangères de la Russie impériale de 1910 à 1916.

## Biographie
Né dans une famille de propriétaires terriens comme son beau-frère Pierre Stolypine, Sergueï Sazonov fit ses études au lycée Alexandre.

### Carrière politique
Sergueï Sazonov entra au ministère des Affaires étrangères en 1883, il fut nommé successivement ambassadeur à Londres, Washington et au Vatican. Le 26 juin 1909, il fut nommé vice-ministre des Affaires étrangères.

### Ministre des Affaires étrangères
En septembre 1910, Sergueï Sazonov fut nommé ministre des Affaires étrangères, il continua la politique prônée par son prédécesseur Alexandre Petrovitch Izvolsky.

### Accord de Potsdam
Sergueï Sazonov assista à Potsdam à une réunion entre Nicolas II et Guillaume II. La discussion des deux souverains fut basée sur l'ambitieux projet allemand d'un chemin de fer Berlin-Bagdad : la construction pour l'Empire ottoman d'un chemin de fer reliant Bagdad à Constantinople. Cette construction ferroviaire apporterait à l'Empire allemand un poids géopolitique dans l'Empire ottoman. Dans le contexte de la révolution constitutionnelle iranienne (1905-1911), l'Empire russe fut soucieux de contrôler la voie ferroviaire reliant Khanaqin (Irak) à Téhéran. Les deux puissances réglèrent leurs différends lors de l'accord de Potsdam signé le 19 août 1911, cet accord donna le champ libre à la Russie dans le nord de l'Iran. L'espoir de Sergueï Sazonov fut que la première voie ferroviaire reliant la Perse à l'Europe fournirait à la Russie un levier d'influence sur son voisin du sud.
Les relations germano-russes se dégradèrent lorsque Guillaume II envoya en 1913 l'un de ses généraux pour réorganiser l'armée turque et superviser la garnison de Constantinople ; le Kaiser fit cette remarque : « Le drapeau allemand va bientôt flotter sur les fortifications du Bosphore ». Ce détroit entre l'Europe et l'Asie constituait une des artères vitales du commerce de la Russie impériale (il représentait les deux cinquièmes des exportations commerciales russes).

### Alliance avec le Japon

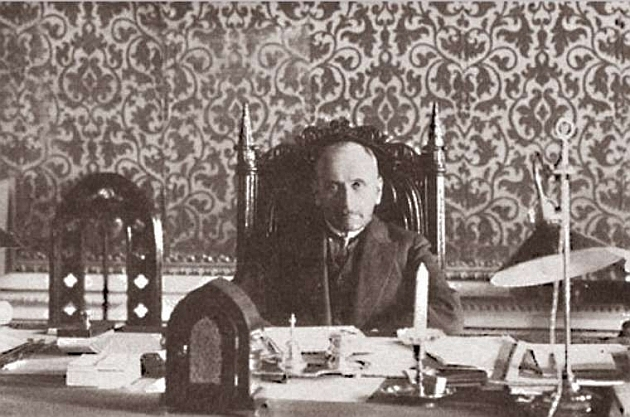
Sergueï D. Sazonov.

En dépit de son obsession pour le dossier russo-allemand, Sergueï Sazonov tint à protéger les intérêts russes en Extrême-Orient. Après la désastreuse défaite de la Russie lors de la guerre russo-japonaise (1904-1905), il fit régulièrement des ouvertures amicales en direction de l'empire du Japon. Un accord secret fut signé à Saint-Pétersbourg le 8 juillet 1912. Cet accord concerna la délimitation des territoires de la Mongolie intérieure. Le 3 juillet 1916 une alliance défensive fut signée entre le Japon et la Russie, elle visait à garantir les intérêts des deux puissances en Chine.

### Traité entre la Serbie et la Bulgarie, accord entre la Grèce et le Monténégro
Sergueï Sazonov encouragea la réconciliation entre la Serbie et la Bulgarie. Un traité fut signé en 1912 entre ces deux pays. La Grèce et le Monténégro signèrent un accord. L'entente entre ces quatre pays créa la Ligue balkanique.

### Première Guerre mondiale
Dans la période précédant la Première Guerre mondiale, Sergueï Sazonov mène dans les Balkans une politique visant à isoler l'Empire austro-hongrois. Il pratiqua une politique modérée dans les Balkans, alors que des extrémistes comme Nicolas Hartwig prônaient le rassemblement des États slaves du Sud en une confédération placée sous l'égide du tsar. Rien ne prouve que Sergueï Sazonov encouragea ou partagea personnellement ces vues, mais ce fut malgré tout un homme convaincu que le rôle sacré de la Russie dans les Balkans consistait à protéger les peuples minoritaires slaves de religion orthodoxe. Malgré cette modération de Sergueï Sazonov, l'Autriche-Hongrie et l'Allemagne furent persuadés que la Russie soutenait le panslavisme à Belgrade et dans les autres capitales slaves. Cette attitude belligérante fut dans une certaine mesure responsable de l'attentat de Sarajevo (28 juin 1914) et du déclenchement de la Première Guerre mondiale.
Sergueï Sazonov travailla à empêcher la Roumanie de réadhérer à la Triplice. Le 1er octobre 1914, Sergueï Sazonov donna une garantie écrite à la Roumanie, si elle se rangeait du côté de la Triple-Entente, elle serait, aux dépens des territoires de l'Autriche, agrandie de la Transylvanie, de la Bucovine et du Banat.
En Angleterre, Sergueï Sazonov fut accueilli favorablement. Un séjour de six années comme ambassadeur de Russie à Londres firent de lui un anglomane. Mais l'entourage germanophile d'Alexandra de Hesse-Darmstadt demanda son limogeage, notamment lors de l'affaire de la Pologne.
Connaissant la faiblesse de l'armée impériale de Russie, Sergueï Sazonov prit soin d'éviter d'entrer en conflit avec la Turquie lors de la guerre des Balkans. Mais en 1914, il jugea qu'en cas de conflit, l'adhésion de la Russie à la Triple-Entente lui permettrait d'obtenir des gains territoriaux non négligeables pour la Russie, territoires issus des pays voisins. Nicolas II et Sergueï Sazonov furent particulièrement intéressés par Posen, la Silésie, la Galicie et la Bukovine du Nord.
Le 31 juillet 1914, Sergueï Sazonov conseilla au tsar d'ordonner la mobilisation générale de l'armée impériale russe, tout en sachant que cette mobilisation conduirait la Russie dans une guerre contre l'Allemagne et l'Autriche-Hongrie. Après avoir tergiversé, le tsar donna l'ordre de mobilisation. Sergueï Sazonov se préoccupa de certains arrangements territoriaux avec la France et la Grande-Bretagne, y compris la promesse accordée par les deux puissances : après la guerre, la Russie obtiendrait le contrôle des Dardanelles.

### Limogeage
Après avoir proposé au tsar de créer un pays unifié et donner l'autonomie à la Pologne à la fin de la guerre, Sergueï Sazonov entra en conflit avec Nicolas II, Nicolas Maklakov et d'autres ministres conservateurs. Il perdit la confiance du tsar, avec l'appui des forces conservatrices, il fut démis de ses fonctions en juillet 1916.

### Révolution russe
Nommé ambassadeur de Russie en Grande-Bretagne en 1917, Sergueï Sazonov demeura malgré tout en Russie et fut un témoin de la révolution russe.

### Ministre des Affaires étrangères du gouvernement anti-bolchevique
Sergueï Sazonov s'opposa au bolchevisme. Il informa le général Anton Dénikine sur les affaires internationales et fut ministre des Affaires étrangères du gouvernement anti-bolchevique de l'amiral Alexandre Koltchak. À ce titre, il représenta, en 1919, le mouvement blanc lors de la conférence de paix de Paris.

### Décès et inhumation
Sergueï Sazonov vécut les dix dernières années de sa vie en France. Il décéda à Nice le 23 ou 25 décembre 1927, où il fut inhumé.

### Sources
- Nicolas II de Russie d'Henri Troyat